# Lista de canções gravadas por The Beatles
Esta é uma lista de canções dos Beatles.
| Título                                                                 | Ano         | Álbum                                                              | Autor(es)                                                                                       | Vocal principal                      | Posição | Posição | Observações                                               |  |
| ---------------------------------------------------------------------- | ----------- | ------------------------------------------------------------------ | ----------------------------------------------------------------------------------------------- | ------------------------------------ | ------- | ------- | --------------------------------------------------------- |  |
| "12-Bar Original"                                                      | 1965        | Anthology 2                                                        | Lennon, McCartney, Harrison, e Starkey                                                          | —                                    | —       | —       |                                                           |  |
| "A Beginning"                                                          | 1968        | Anthology 3                                                        | Martin                                                                                          | —                                    | —       | —       |                                                           |  |
| "A Day in the Life"                                                    | 1967        | Sgt. Pepper's Lonely Hearts Club Band                              | Lennon e McCartney                                                                              | Lennon e McCartney                   | 63      | —       | Lado B                                                    |  |
| A Hard Day's Night"                                                    | 1964        | A Hard Day's Night                                                 | Lennon                                                                                          | Lennon e McCartney                   | 1       | 1       |                                                           |  |
| "A Shot of Rhythm and Blues"                                           |             | Live at the BBC                                                    |                                                                                                 | Lennon                               | —       | —       |                                                           |  |
| "A Taste of Honey"                                                     | 1963        | Please Please Me                                                   | Scott/Marlow                                                                                    | McCartney                            | —       | —       | Cover                                                     |  |
| "Across the Universe"                                                  | 1968        | Let It Be                                                          | Lennon                                                                                          | Lennon                               | —       | —       |                                                           |  |
| "Act Naturally"                                                        | 1965        | Help! /Yesterday and Today                                         | Russell / Morrison                                                                              | Starr                                | —       | —       | Lado B                                                    |  |
| "Ain't She Sweet"                                                      | 1961        | Anthology 1                                                        | Yellen / Ager                                                                                   | Lennon                               | —       | —       | Cover                                                     |  |
| "All I've Got To Do"                                                   | 1963        | With the Beatles /Meet the Beatles!                                | Lennon                                                                                          | Lennon                               | —       | —       |                                                           |  |
| "All My Loving"                                                        | 1963        | With the Beatles /Meet the Beatles!                                | McCartney                                                                                       | McCartney                            | —       | —       |                                                           |  |
| "All Things Must Pass"                                                 | 1969        | Anthology 3                                                        | Harrison                                                                                        | Harrison                             | —       | —       |                                                           |  |
| "All Together Now"                                                     | 1967        | Yellow Submarine                                                   | McCartney, com Lennon                                                                           | Lennon e McCartney                   | —       | —       |                                                           |  |
| "All You Need Is Love"                                                 | 1967        | Yellow Submarine                                                   | Lennon                                                                                          | Lennon                               | 1       | 1       |                                                           |  |
| "And I Love Her"                                                       | 1964        | A Hard Day's Night                                                 | McCartney                                                                                       | McCartney                            | —       | 12      |                                                           |  |
| "And Your Bird Can Sing"                                               | 1966        | Revolver / Yesterday and Today                                     | Lennon                                                                                          | Lennon                               | —       | —       |                                                           |  |
| "Anna (Go to Him)"                                                     | 1963        | Please Please Me                                                   | Alexander                                                                                       | Lennon                               | —       | —       | Cover                                                     |  |
| "Another Girl"                                                         | 1965        | Help!                                                              | McCartney                                                                                       | McCartney                            | —       | —       |                                                           |  |
| "Any Time at All"                                                      | 1964        | A Hard Day's Night / Something New                                 | Lennon                                                                                          | Lennon                               | —       | —       |                                                           |  |
| "Ask Me Why"                                                           | 1962        | Please Please Me                                                   | Lennon                                                                                          | Lennon                               | —       | —       | Lado B                                                    |  |
| "Baby It's You"                                                        | 1963        | Please Please Me                                                   | Bacharach, David, Williams                                                                      | Lennon                               | 7       | 67      | Cover                                                     |  |
| "Baby You're a Rich Man"                                               | 1967        | Magical Mystery Tour                                               | Lennon com McCartney                                                                            | Lennon                               | 1       | 34      |                                                           |  |
| "Baby's in Black"                                                      | 1964        | Beatles for Sale / Beatles '65                                     | Lennon e McCartney                                                                              | Lennon e McCartney                   | —       | —       |                                                           |  |
| "Back in the USSR"                                                     | 1968        | The Beatles                                                        | McCartney                                                                                       | McCartney                            | 19      | —       |                                                           |  |
| Bad Boy"                                                               | 1965        | Past Masters, Volume One, Beatles VI                               | Williams                                                                                        | Lennon                               | —       | —       | Cover                                                     |  |
| "Bad to Me"                                                            | 1963        |                                                                    | Lennon                                                                                          | Lennon                               | —       | —       |                                                           |  |
| "Because"                                                              | 1969        | Abbey Road                                                         | Lennon                                                                                          | Lennon, McCartney and Harrison       | —       | —       |                                                           |  |
| "Being for the Benefit of Mr. Kite!"                                   | 1967        | Sgt. Pepper's Lonely Hearts Club Band                              | Lennon                                                                                          | Lennon                               | —       | —       |                                                           |  |
| "Bésame Mucho"                                                         | 1962        | Anthology 1                                                        | Velázquez                                                                                       | McCartney                            | —       | —       | Cover                                                     |  |
| "Birthday"                                                             | 1968        | The Beatles                                                        | McCartney                                                                                       | McCartney                            | —       | —       |                                                           |  |
| "Blackbird"                                                            | 1968        | The Beatles                                                        | McCartney                                                                                       | McCartney                            | —       | —       |                                                           |  |
| "Blue Jay Way"                                                         | 1967        | Magical Mystery Tour                                               | Harrison                                                                                        | Harrison                             | —       | —       |                                                           |  |
| "Boys"                                                                 | 1963        | Please Please Me                                                   | Dixon/Farrell                                                                                   | Starr (Best)                         | —       | —       | Cover                                                     |  |
| "Can't Buy Me Love"                                                    | 1964        | A Hard Day's Night                                                 | McCartney                                                                                       | McCartney                            | 1       | 1       |                                                           |  |
| "Carol"                                                                |             | Live at the BBC                                                    |                                                                                                 | Lennon                               | —       | —       |                                                           |  |
| "Carnival of Light"                                                    | 1967        | —                                                                  | McCartney e Lennon                                                                              | McCartney e Lennon                   | —       | —       | Nunca foi lançada                                         |  |
| "Carry That Weight"                                                    | 1969        | Abbey Road                                                         | McCartney                                                                                       | McCartney, Harrison, e Starr         | —       | —       |                                                           |  |
| "Cayenne"                                                              |             | Anthology 1                                                        | McCartney                                                                                       | —                                    | —       | —       |                                                           |  |
| "Chains"                                                               | 1963        | Please Please Me                                                   | Goffin / King                                                                                   | Harrison                             | —       | —       | Cover                                                     |  |
| "Christmas Time (Is Here Again)"                                       | 1967        |                                                                    | Lennon, McCartney, Harrison, e Starkey                                                          | Lennon, McCartney, Harrison, e Starr | —       | —       |                                                           |  |
| "Clarabella"                                                           |             | Live at the BBC                                                    |                                                                                                 | McCartney                            | —       | —       |                                                           |  |
| "Come and Get It"                                                      | 1969        | Anthology 3                                                        | McCartney                                                                                       | McCartney                            | —       | —       | Gravada por Badfinger                                     |  |
| "Come Together"                                                        | 1969        | Abbey Road                                                         | Lennon                                                                                          | Lennon                               | 4       | 1       |                                                           |  |
| "Cry Baby Cry"                                                         | 1968        | The Beatles                                                        | Lennon, com McCartney                                                                           | Lennon                               | —       | —       |                                                           |  |
| "Cry for a Shadow"                                                     | 1961        | Anthology 1                                                        | Harrison e Lennon                                                                               | —                                    | —       | —       |                                                           |  |
| "Crying, Waiting, Hoping"                                              |             | Live at the BBC                                                    | Buddy Holly                                                                                     | Harrison                             | —       | —       |                                                           |  |
| "Day Tripper"                                                          | 1965        | Past Masters, Volume Two, The Beatles 1, Yesterday and Today       | Lennon e McCartney                                                                              | Lennon e McCartney                   | 1       | 5       | Lado A duplo                                              |  |
| "Dear Prudence"                                                        | 1968        | The Beatles                                                        | Lennon                                                                                          | Lennon                               | —       | —       |                                                           |  |
| "Devil in Her Heart"                                                   | 1963        | With the Beatles /The Beatles' Second Album                        | Drapkin                                                                                         | Harrison                             | —       | —       | Cover                                                     |  |
| "Dig a Pony"                                                           | 1969        | Let It Be                                                          | Lennon                                                                                          | Lennon                               | —       | —       |                                                           |  |
| "Dig It"                                                               | 1969        | Let It Be                                                          | Lennon, McCartney, Harrison e Starkey                                                           | Lennon                               | —       |         |                                                           |  |
| "Dizzy Miss Lizzy"                                                     | 1965        | Help! / Beatles VI                                                 | Williams                                                                                        | Lennon                               | —       | —       | Cover                                                     |  |
| "Do You Want to Know a Secret"                                         | 1963        | Please Please Me                                                   | Lennon                                                                                          | Harrison                             | —       | 2       | Single americano                                          |  |
| "Doctor Robert"                                                        | 1966        | Revolver /Yesterday and Today                                      | Lennon                                                                                          | Lennon                               | —       | —       |                                                           |  |
| "Don't Bother Me"                                                      | 1963        | With the Beatles /Meet the Beatles!                                | Harrison                                                                                        | Harrison                             | —       | —       |                                                           |  |
| "Don't Ever Change"                                                    |             | Live at the BBC                                                    |                                                                                                 | Harrison                             | —       | —       |                                                           |  |
| "Don't Let Me Down"                                                    | 1969        | Past Masters, Volume Two, Hey Jude /Let It Be...Naked              | Lennon                                                                                          | Lennon                               | —       | —       | Lado B                                                    |  |
| "Don't Pass Me By"                                                     | 1968        | The Beatles                                                        | Starkey                                                                                         | Starr                                | —       | —       |                                                           |  |
| "Drive My Car"                                                         | 1965        | Rubber Soul /Yesterday and Today                                   | McCartney, com Lennon                                                                           | Lennon e McCartney                   | —       | —       |                                                           |  |
| "Eight Days a Week"                                                    | 1964        | Beatles for Sale /Beatles VI                                       | Lennon e McCartney                                                                              | Lennon e McCartney                   | —       | 1       | Single Americano                                          |  |
| "Eleanor Rigby"                                                        | 1966        | Revolver                                                           | McCartney                                                                                       | McCartney                            | 1       | 11      |                                                           |  |
| "Every Little Thing"                                                   | 1964        | Beatles for Sale /Beatles VI                                       | McCartney                                                                                       | Lennon                               | —       | —       |                                                           |  |
| "Everybody's Got Something to Hide Except Me and My Monkey"            | 1968        | The Beatles                                                        | Lennon                                                                                          | Lennon                               | —       | —       |                                                           |  |
| "Everybody's Trying to Be My Baby"                                     | 1964        | Beatles for Sale / Beatles '65                                     | Carl Perkins                                                                                    | Harrison                             | —       | —       | Cover                                                     |  |
| "Fixing a Hole"                                                        | 1967        | Sgt. Pepper's Lonely Hearts Club Band                              | McCartney                                                                                       | McCartney                            | —       |         |                                                           |  |
| "Flying"                                                               | 1967        | Magical Mystery Tour                                               | Harrison, Lennon, McCartney, Starkey                                                            | —                                    | —       | —       |                                                           |  |
| "For No One"                                                           | 1966        | Revolver                                                           | McCartney                                                                                       | McCartney                            | —       | —       |                                                           |  |
| "For You Blue"                                                         | 1969        | Let It Be                                                          | Harrison                                                                                        | Harrison                             | —       | 1       | Lado A duplo                                              |  |
| "Free as a Bird"                                                       | 1977 (1994) | Anthology 1                                                        | Lennon, McCartney, Harrison, Starkey                                                            | Lennon, McCartney e Harrison         | 2       | 6       |                                                           |  |
| "From Me to You"                                                       | 1963        | Past Masters, Volume One, The Beatles 1                            | Lennon e McCartney                                                                              | Lennon McCartney                     | 1       | 41      |                                                           |  |
| "Get Back"                                                             | 1969        | Let It Be                                                          | McCartney                                                                                       | McCartney                            | 1       | 1       |                                                           |  |
| "Getting Better"                                                       | 1967        | Sgt. Pepper's Lonely Hearts Club Band                              | McCartney, com Lennon                                                                           | McCartney                            | —       | —       |                                                           |  |
| "Girl"                                                                 | 1965        | Rubber Soul                                                        | Lennon                                                                                          | Lennon                               | —       | —       |                                                           |  |
| "Glass Onion"                                                          | 1968        | The Beatles                                                        | Lennon                                                                                          | Lennon                               | —       | —       |                                                           |  |
| "Golden Slumbers"                                                      | 1969        | Abbey Road                                                         | McCartney                                                                                       | McCartney                            | —       | —       |                                                           |  |
| "Good Day Sunshine"                                                    | 1966        | Revolver                                                           | McCartney                                                                                       | McCartney                            | —       | —       |                                                           |  |
| "Good Morning Good Morning"                                            | 1967        | Sgt. Pepper's Lonely Hearts Club Band                              | Lennon                                                                                          | Lennon                               | —       | —       |                                                           |  |
| "Good Night"                                                           | 1968        | The Beatles                                                        | Lennon                                                                                          | Starr                                | —       | —       |                                                           |  |
| "Got to Get You into My Life"                                          | 1966        | Revolver                                                           | McCartney                                                                                       | McCartney                            | —       | 7       |                                                           |  |
| "Hallelujah, I Love Her So"                                            |             | Anthology 1                                                        | Charles                                                                                         | McCartney                            | —       | —       | Cover                                                     |  |
| "Happiness Is a Warm Gun"                                              | 1968        | The Beatles                                                        | Lennon                                                                                          | Lennon                               | —       | —       |                                                           |  |
| "Hello, Goodbye"                                                       | 1967        | Magical Mystery Tour                                               | McCartney                                                                                       | McCartney                            | 1       | 1       |                                                           |  |
| "Hello Little Girl"                                                    | 1962        | Anthology 1                                                        | Lennon e McCartney                                                                              | Lennon                               | —       | —       | Gravado por Fourmost                                      |  |
| "Help!"                                                                | 1965        | Help!                                                              | Lennon e McCartney                                                                              | Lennon                               | 1       | 1       |                                                           |  |
| "Helter Skelter"                                                       | 1968        | The Beatles                                                        | McCartney                                                                                       | McCartney                            | —       | —       |                                                           |  |
| "Her Majesty"                                                          | 1969        | Abbey Road                                                         | McCartney                                                                                       | McCartney                            | —       | —       |                                                           |  |
| "Here Comes the Sun"                                                   | 1969        | Abbey Road                                                         | Harrison                                                                                        | Harrison                             | —       | —       |                                                           |  |
| "Here, There and Everywhere"                                           | 1966        | Revolver                                                           | McCartney                                                                                       | McCartney                            | —       | —       |                                                           |  |
| "Hey Bulldog"                                                          | 1968        | Yellow Submarine                                                   | Lennon                                                                                          | Lennon                               | —       | —       |                                                           |  |
| "Hey Jude"                                                             | 1968        | Past Masters, Volume Two, The Beatles 1, Hey Jude                  | McCartney                                                                                       | McCartney                            | 1       | 1       |                                                           |  |
| "Hold Me Tight"                                                        | 1963        | With the Beatles /Meet the Beatles!                                | McCartney                                                                                       | McCartney                            | —       | —       |                                                           |  |
| "Honey Don't"                                                          | 1964        | Beatles for Sale /Beatles '65                                      | Perkins                                                                                         | Starr                                | —       | —       | Cover                                                     |  |
| "Honey Pie"                                                            | 1968        | The Beatles                                                        | McCartney                                                                                       | McCartney                            | —       | —       |                                                           |  |
| "How Do You Do It?"                                                    | 1962        | Anthology 1                                                        | Murray                                                                                          | Lennon                               | —       | —       | Cover                                                     |  |
| "I Am the Walrus"                                                      | 1967        | Magical Mystery Tour                                               | Lennon                                                                                          | Lennon                               | —       | —       | Lado B                                                    |  |
| "I Call Your Name"                                                     | 1964        | Past Masters, Volume One, The Beatles' Second Album                | Lennon                                                                                          | Lennon                               | —       |         |                                                           |  |
| "I Don't Want to Spoil the Party"                                      | 1964        | Beatles for Sale /Beatles VI                                       | Lennon                                                                                          | Lennon                               | —       | 39      | Lado B                                                    |  |
| "I Feel Fine"                                                          | 1964        | Past Masters, Volume One, The Beatles 1, Beatles '65               | Lennon                                                                                          | Lennon                               | 1       | 1       |                                                           |  |
| "I Forgot to Remember to Forget"                                       |             | Live at the BBC                                                    |                                                                                                 | Harrison                             | —       | —       |                                                           |  |
| "I Got a Woman"                                                        |             | Live at the BBC                                                    |                                                                                                 | Lennon                               | —       | —       |                                                           |  |
| "I Got to Find My Baby"                                                |             | Live at the BBC                                                    |                                                                                                 | Lennon                               | —       | —       |                                                           |  |
| "I Just Don't Understand"                                              |             | Live at the BBC                                                    |                                                                                                 | Lennon                               | —       | —       |                                                           |  |
| "I Me Mine"                                                            | 1970        | Let It Be                                                          | Harrison                                                                                        | Harrison                             | —       | —       |                                                           |  |
| "I Need You"                                                           | 1965        | Help!                                                              | Harrison                                                                                        | Harrison                             | —       | —       | Autoria disputada                                         |  |
| "I Saw Her Standing There"                                             | 1963        | Please Please Me                                                   | McCartney                                                                                       | McCartney                            | —       | —       |                                                           |  |
| "I Should Have Known Better"                                           | 1964        | A Hard Day's Night                                                 | Lennon                                                                                          | Lennon                               | 8       | 53      | Lado B                                                    |  |
| "I Wanna Be Your Man"                                                  | 1963        | With the Beatles /Meet the Beatles!                                | McCartney, com Lennon                                                                           | Starr                                | —       | —       |                                                           |  |
| "I Want to Hold Your Hand"                                             | 1963        | Past Masters, Volume One, The Beatles 1, Meet the Beatles!         | Lennon e McCartney                                                                              | Lennon e McCartney                   | 1       | 1       |                                                           |  |
| "I Want to Tell You"                                                   | 1966        | Revolver                                                           | Harrison                                                                                        | Harrison                             | —       | —       |                                                           |  |
| "I Want You (She's So Heavy)"                                          | 1969        | Abbey Road                                                         | Lennon                                                                                          | Lennon                               | —       | —       |                                                           |  |
| "I Will"                                                               | 1968        | The Beatles                                                        | McCartney                                                                                       | McCartney                            | —       | —       |                                                           |  |
| "If I Fell"                                                            | 1964        | A Hard Day's Night                                                 | Lennon                                                                                          | Lennon e McCartney                   | —       | —       | Lado B                                                    |  |
| "If I Needed Someone"                                                  | 1965        | Rubber Soul / Yesterday and Today                                  | Harrison                                                                                        | Harrison                             | —       | —       |                                                           |  |
| "If You've Got Trouble"                                                | 1965        | Anthology 2                                                        | Lennon e McCartney                                                                              | Starr                                | —       | —       | Autoria desconhecida                                      |  |
| "I'll Be Back"                                                         | 1964        | A Hard Day's Night /Beatles '65                                    | Lennon                                                                                          | Lennon                               | —       | —       |                                                           |  |
| "I'll Be on My Way"                                                    |             | Live at the BBC                                                    | Lennon e McCartney                                                                              | McCartney                            | —       | —       |                                                           |  |
| "I'll Cry Instead"                                                     | 1964        | A Hard Day's Night /Something New                                  | Lennon                                                                                          | Lennon                               | —       | 25      | Single Americano                                          |  |
| "I'll Follow the Sun"                                                  | 1964        | Beatles for Sale /Beatles '65                                      | McCartney                                                                                       | McCartney                            | —       | —       |                                                           |  |
| "I'll Get You"                                                         | 1963        | Past Masters, Volume One, The Beatles' Second Album                | Lennon e McCartney                                                                              | Lennon e McCartney                   | —       | —       | Lado B                                                    |  |
| "I'm a Loser"                                                          | 1964        | Beatles for Sale /Beatles '65                                      | Lennon                                                                                          | Lennon                               | —       | —       |                                                           |  |
| "I'm Down"                                                             | 1965        | Past Masters, Volume One                                           | McCartney                                                                                       | McCartney                            | —       | —       | Lado B                                                    |  |
| "I'm Gonna Sit Right Down and Cry (Over You)"                          |             | Live at the BBC                                                    |                                                                                                 | Lennon                               | —       | —       |                                                           |  |
| "I'm Happy Just to Dance with You"                                     | 1964        | A Hard Day's Night                                                 | Lennon                                                                                          | Harrison                             | —       | 95      | Lado B                                                    |  |
| "I'm Looking Through You"                                              | 1965        | Rubber Soul                                                        | McCartney                                                                                       | McCartney                            | —       | —       |                                                           |  |
| "I'm Only Sleeping"                                                    | 1966        | Revolver / Yesterday and Today                                     | Lennon e McCartney                                                                              | Lennon                               | —       | —       |                                                           |  |
| "I'm So Tired"                                                         | 1968        | The Beatles                                                        | Lennon                                                                                          | Lennon                               | —       | —       |                                                           |  |
| "In My Life"                                                           | 1965        | Rubber Soul                                                        | Lennon com McCartney                                                                            | Lennon com McCartney                 | —       | —       |                                                           |  |
| "In Spite of All the Danger"                                           |             | Anthology 1                                                        | McCartney e Harrison                                                                            | Lennon                               | —       | —       |                                                           |  |
| "It Won't Be Long"                                                     | 1963        | With the Beatles /Meet the Beatles!                                | Lennon                                                                                          | Lennon                               | —       | —       |                                                           |  |
| "It's All Too Much"                                                    | 1967        | Yellow Submarine                                                   | Harrison                                                                                        | Harrison                             | —       | —       |                                                           |  |
| "It's Only Love"                                                       | 1965        | Help! /Rubber Soul                                                 | Lennon                                                                                          | Lennon                               | —       | —       |                                                           |  |
| "I've Got a Feeling"                                                   | 1969        | Let It Be                                                          | McCartney, com Lennon                                                                           | Lennon e McCartney                   | —       | —       |                                                           |  |
| "I've Just Seen a Face"                                                | 1965        | Help! /Rubber Soul                                                 | McCartney                                                                                       | McCartney                            | —       | —       |                                                           |  |
| "Johnny B. Goode"                                                      |             | Live at the BBC                                                    | Berry                                                                                           | Lennon                               | —       | —       | Cover                                                     |  |
| "Julia"                                                                | 1968        | The Beatles                                                        | Lennon                                                                                          | Lennon                               | —       | —       |                                                           |  |
| "Junk"                                                                 | 1968        | Anthology 3                                                        | McCartney                                                                                       | McCartney                            | —       | —       |                                                           |  |
| "Kansas City"/Hey, Hey, Hey, Hey                                       | 1964        | Beatles for Sale /Beatles VI                                       | Leiber / Stoller / Penniman                                                                     | McCartney                            | —       | —       | Cover                                                     |  |
| "Keep Your Hands off My Baby"                                          |             | Live at the BBC                                                    |                                                                                                 | Lennon                               | —       | —       |                                                           |  |
| "Komm Gib Mir Deine Hand" (Versão alemã de "I Want to Hold Your Hand") | 1964        | Past Masters, Volume One, Something New                            | Lennon e McCartney                                                                              | Lennon e McCartney                   | —       | —       | Os tradutores alemães foram intitulados co-escritores     |  |
| "Lady Madonna"                                                         | 1968        | Past Masters, Volume Two, The Beatles 1, Hey Jude                  | McCartney                                                                                       | McCartney                            | 1       | 4       |                                                           |  |
| "Leave My Kitten Alone"                                                | 1964        | Anthology 1                                                        | Turner / McDougall                                                                              | Lennon                               | —       | —       | Cover                                                     |  |
| "Lend Me Your Comb"                                                    | 1963        | Anthology 1                                                        | Twomey / Wise / Weisman                                                                         | Lennon e McCartney                   | —       | —       | Cover                                                     |  |
| "Let It Be"                                                            | 1969        | Let It Be                                                          | McCartney                                                                                       | McCartney                            | 2       | 1       |                                                           |  |
| "Like Dreamers Do"                                                     | 1962        | Anthology 1                                                        | McCartney                                                                                       | McCartney                            | —       | —       | Gravado por The Applejacks                                |  |
| "Little Child"                                                         | 1963        | With the Beatles /Meet the Beatles!                                | Lennon e McCartney                                                                              | Lennon e McCartney                   | —       | —       |                                                           |  |
| "Lonesome Tears in My Eyes"                                            |             | Live at the BBC                                                    |                                                                                                 | Lennon                               | —       | —       |                                                           |  |
| "Long, Long, Long"                                                     | 1968        | The Beatles                                                        | Harrison                                                                                        | Harrison                             | —       | —       |                                                           |  |
| "Long Tall Sally"                                                      | 1964        | Past Masters, Volume One, The Beatles' Second Album                | Blackwell / Johnson / Penniman                                                                  | McCartney                            | —       | —       | Cover                                                     |  |
| "Love Me Do"                                                           | 1962        | Please Please Me                                                   | McCartney                                                                                       | Lennon e McCartney                   | 4       | 1       |                                                           |  |
| "Love Me Tender"                                                       |             |                                                                    | Fosdick / Poulton                                                                               | Sutcliffe                            | —       | —       | Cover                                                     |  |
| "Love of the Loved"                                                    |             |                                                                    |                                                                                                 |                                      | —       | —       |                                                           |  |
| "Love You To"                                                          | 1966        | Revolver                                                           | Harrison                                                                                        | Harrison                             | —       | —       |                                                           |  |
| "Lovely Rita"                                                          | 1967        | Sgt. Pepper's Lonely Hearts Club Band                              | McCartney                                                                                       | McCartney                            | —       | —       |                                                           |  |
| "Loving You"                                                           |             |                                                                    | Leiber / Stoller                                                                                | Sutcliffe                            | —       | —       | Cover                                                     |  |
| "Lucille"                                                              |             | Live at the BBC                                                    |                                                                                                 | McCartney                            | —       | —       |                                                           |  |
| "Lucy in the Sky with Diamonds"                                        | 1967        | Sgt. Pepper's Lonely Hearts Club Band                              | Lennon, com McCartney                                                                           | Lennon                               | —       | —       |                                                           |  |
| "Maggie Mae"                                                           | 1969        | Let It Be                                                          | (Traditional) arr. Lennon, McCartney, Harrison, Starkey                                         | Lennon                               | —       | —       | Cover                                                     |  |
| "Magical Mystery Tour"                                                 | 1967        | Magical Mystery Tour                                               | McCartney                                                                                       | McCartney                            | —       | —       |                                                           |  |
| "Mailman, Bring Me No More Blues"                                      | 1969        | Anthology 3                                                        | Katz / Roberts / Clayton                                                                        | Lennon                               | —       | —       |                                                           |  |
| "Martha My Dear"                                                       | 1968        | The Beatles                                                        | McCartney                                                                                       | McCartney                            | —       | —       |                                                           |  |
| "Matchbox"                                                             | 1964        | Past Masters, Volume One, Something New                            | Perkins / Jefferson                                                                             | Starr (Best)                         | —       | 17      | Cover; Single americano                                   |  |
| "Maxwell's Silver Hammer"                                              | 1969        | Abbey Road                                                         | McCartney                                                                                       | McCartney                            | —       | —       |                                                           |  |
| "Mean Mr. Mustard"                                                     | 1969        | Abbey Road                                                         | Lennon                                                                                          | Lennon                               | —       | —       |                                                           |  |
| "Memphis, Tennessee"                                                   |             | Live at the BBC                                                    |                                                                                                 | Lennon                               | —       | —       |                                                           |  |
| "Michelle"                                                             | 1965        | Rubber Soul                                                        | McCartney                                                                                       | McCartney                            | —       | —       |                                                           |  |
| "Misery"                                                               | 1963        | Please Please Me                                                   | Lennon                                                                                          | Lennon e McCartney                   | —       | —       |                                                           |  |
| "Money (That's What I Want)"                                           | 1963        | With the Beatles /The Beatles' Second Album                        | Gordy                                                                                           | Lennon                               | —       | —       | Cover                                                     |  |
| "Mother Nature's Son"                                                  | 1968        | The Beatles                                                        | McCartney                                                                                       | McCartney                            | —       | —       |                                                           |  |
| "Mr. Moonlight"                                                        | 1964        | Beatles for Sale /Beatles '65                                      | Johnson                                                                                         | Lennon                               | —       | —       | Cover                                                     |  |
| "No Reply"                                                             | 1964        | Beatles for Sale /Beatles '65                                      | Lennon, com McCartney                                                                           | Lennon, com McCartney                | —       | —       |                                                           |  |
| "Norwegian Wood (This Bird Has Flown)"                                 | 1965        | Rubber Soul                                                        | Lennon                                                                                          | Lennon                               | —       | —       |                                                           |  |
| "Not a Second Time"                                                    | 1963        | With the Beatles /Meet the Beatles!                                | Lennon                                                                                          | Lennon                               | —       | —       |                                                           |  |
| "Not Guilty"                                                           | 1968        | Anthology 3                                                        | Harrison                                                                                        | Harrison                             | —       | —       |                                                           |  |
| "Nothin' Shakin'"                                                      |             | Live at the BBC                                                    |                                                                                                 | Harrison                             | —       | —       |                                                           |  |
| "Nowhere Man"                                                          | 1965        | Rubber Soul /Yesterday and Today                                   | Lennon                                                                                          | Lennon, McCartney e Harrison         | —       | 3       | Single Americano                                          |  |
| "Ob-La-Di, Ob-La-Da"                                                   | 1968        | The Beatles                                                        | McCartney                                                                                       | McCartney                            | 49      | —       | Lançado como single nos EUA em 1976                       |  |
| "Octopus's Garden"                                                     | 1969        | Abbey Road                                                         | Starkey, com Harrison                                                                           | Starr                                | —       | —       |                                                           |  |
| "Oh! Darling"                                                          | 1969        | Abbey Road                                                         | McCartney                                                                                       | McCartney                            | —       | —       |                                                           |  |
| "Old Brown Shoe"                                                       | 1969        | Past Masters, Volume Two, Hey Jude                                 | Harrison                                                                                        | Harrison                             | —       | —       | Lado B                                                    |  |
| "One After 909"                                                        | 1969        | Let It Be                                                          | Lennon e McCartney                                                                              | Lennon e McCartney                   | —       | —       |                                                           |  |
| "Only a Northern Song"                                                 | 1967        | Yellow Submarine                                                   | Harrison                                                                                        | Harrison                             | —       | —       |                                                           |  |
| "Ooh! My Soul"                                                         |             | Live at the BBC                                                    | Penniman                                                                                        | McCartney                            | —       | —       |                                                           |  |
| "Paperback Writer"                                                     | 1966        | Past Masters, Volume Two, The Beatles 1, Hey Jude                  | McCartney, com Lennon                                                                           | McCartney                            | 1       | 1       |                                                           |  |
| "Penny Lane"                                                           | 1967        | Magical Mystery Tour                                               | McCartney                                                                                       | McCartney                            | 2       | 1       |                                                           |  |
| "Piggies"                                                              | 1968        | The Beatles                                                        | Harrison                                                                                        | Harrison                             | —       | —       |                                                           |  |
| "Please Mr. Postman"                                                   | 1963        | With the Beatles /The Beatles' Second Album                        | Dobbins/Garrett/Holland/Bateman/Gorman                                                          | Lennon                               | —       | —       | Cover                                                     |  |
| "Please Please Me"                                                     | 1962        | Please Please Me                                                   | Lennon                                                                                          | Lennon                               | 2       | 3       |                                                           |  |
| "Polythene Pam"                                                        | 1969        | Abbey Road                                                         | Lennon                                                                                          | Lennon                               | —       | —       |                                                           |  |
| "P.S. I Love You"                                                      | 1962        | Please Please Me                                                   | McCartney                                                                                       | McCartney                            | 4       | 10      |                                                           |  |
| "Rain"                                                                 | 1966        | Past Masters, Volume Two, Hey Jude                                 | Lennon, com McCartney                                                                           | Lennon                               | 1       | 23      | Lado B                                                    |  |
| "Real Love"                                                            | 1979 (1995) | Anthology 2                                                        | Lennon, com McCartney, Harrison e Starkey                                                       | Lennon                               | 4       | 10      |                                                           |  |
| "Revolution"                                                           | 1968        | Past Masters, Volume Two, Hey Jude                                 | Lennon                                                                                          | Lennon                               | 1       |         | Lado B                                                    |  |
| "Revolution 1"                                                         | 1968        | The Beatles                                                        | Lennon                                                                                          | Lennon                               | —       | —       |                                                           |  |
| "Revolution 9"                                                         | 1968        | The Beatles                                                        | Lennon, com Harrison e Starkey                                                                  | —                                    | —       | —       |                                                           |  |
| "Rip It Up"/Shake, Rattle and Roll/Blue Suede Shoes                    | 1969        | Anthology 3                                                        | Blackwell-Marascalco (Rip It Up) /Calhoun (Shake, Rattle, and Roll) /Perkins (Blue Suede Shoes) | Lennon e McCartney                   | —       | —       |                                                           |  |
| "Rock and Roll Music"                                                  | 1964        | Beatles for Sale /Beatles '65                                      | Berry                                                                                           | Lennon                               | —       | —       | Cover                                                     |  |
| "Rocky Raccoon"                                                        | 1968        | The Beatles                                                        | McCartney                                                                                       | McCartney                            | —       | —       |                                                           |  |
| "Roll Over Beethoven"                                                  | 1964        | With the Beatles /The Beatles' Second Album                        | Berry                                                                                           | Harrison                             | —       | —       | Cover                                                     |  |
| "Run for Your Life"                                                    | 1965        | Rubber Soul                                                        | Lennon                                                                                          | Lennon                               | —       | —       |                                                           |  |
| "Savoy Truffle"                                                        | 1968        | The Beatles                                                        | Harrison                                                                                        | Harrison                             | —       | —       |                                                           |  |
| "Searchin'"                                                            | 1962        | Anthology 1                                                        | Leiber / Stoller                                                                                | McCartney                            | —       | —       | Cover                                                     |  |
| "September in the Rain"                                                |             |                                                                    |                                                                                                 | McCartney                            | —       | —       |                                                           |  |
| "Sexy Sadie"                                                           | 1968        | The Beatles                                                        | Lennon                                                                                          | Lennon                               | —       | —       |                                                           |  |
| "Sgt. Pepper's Lonely Hearts Club Band"                                | 1967        | Sgt. Pepper's Lonely Hearts Club Band                              | McCartney                                                                                       | Lennon e McCartney                   | 63      |         |                                                           |  |
| "Sgt. Pepper's Lonely Hearts Club Band (Reprise)"                      | 1968        | Sgt. Pepper's Lonely Hearts Club Band                              | McCartney                                                                                       | McCartney, Lennon, and Harrison      | —       | —       |                                                           |  |
| "She Came in Through the Bathroom Window"                              | 1969        | Abbey Road                                                         | McCartney                                                                                       | McCartney                            | —       | —       |                                                           |  |
| "She Loves You"                                                        | 1963        | Past Masters, Volume One, The Beatles 1, The Beatles' Second Album | McCartney(principal compositor) e Lennon                                                        | Lennon e McCartney                   | 1       | 1       |                                                           |  |
| "She Said She Said"                                                    | 1966        | Revolver                                                           | Lennon                                                                                          | Lennon                               | —       | —       |                                                           |  |
| "She's a Woman"                                                        | 1964        | Past Masters, Volume One, Beatles '65                              | McCartney                                                                                       | McCartney                            | —       | —       | Lado B                                                    |  |
| "She's Leaving Home"                                                   | 1967        | Sgt. Pepper's Lonely Hearts Club Band                              | McCartney                                                                                       | McCartney                            | —       | —       |                                                           |  |
| "Shout"                                                                | 1964        | Anthology 1                                                        | Isley/Isley/Isley                                                                               | Lennon, McCartney e Harrison         | —       | —       | Cover                                                     |  |
| "Sie Liebt Dich" (Versão alemã de "She Loves You")                     | 1964        | Past Masters, Volume One                                           | McCartney(Compositor Principal) e Lennon                                                        | Lennon e McCartney                   | —       | —       | Os tradutores alemães foram classificados como co-autores |  |
| "Slow Down"                                                            | 1964        | Past Masters, Volume One, Something New                            | Williams                                                                                        | Lennon                               | —       | —       | Cover; Lado B ; EP release                                |  |
| "So How Come (No One Loves Me)"                                        |             | Live at the BBC                                                    |                                                                                                 | Harrison                             | —       | —       |                                                           |  |
| "Soldier of Love"                                                      |             | Live at the BBC                                                    |                                                                                                 | Lennon                               | —       | —       |                                                           |  |
| "Some Other Guy"                                                       |             | Live at the BBC                                                    |                                                                                                 | Lennon e McCartney                   | —       | —       |                                                           |  |
| "Something"                                                            | 1969        | Abbey Road                                                         | Harrison                                                                                        | Harrison                             | 4       | 1       | Lado A duplo                                              |  |
| "Step Inside Love"/Los Paranoias                                       | 1968        | Anthology 3                                                        | McCartney (Step Inside Love) McCartney, Lennon, Harrison and Starkey (Las Paranoias)            | McCartney                            | —       | —       | "Step Inside Love" foi gravado por Cilla Black            |  |
| "Strawberry Fields Forever"                                            | 1967        | Magical Mystery Tour                                               | Lennon                                                                                          | Lennon                               | 2       | 8       | Lado A duplo                                              |  |
| "Sun King"                                                             | 1969        | Abbey Road                                                         | Lennon                                                                                          | Lennon                               | —       | —       |                                                           |  |
| "Sure to Fall (In Love with You)"                                      |             | Live at the BBC                                                    |                                                                                                 | McCartney                            | —       | —       |                                                           |  |
| "Sweet Little Sixteen"                                                 |             | Live at the BBC                                                    | Berry                                                                                           | Lennon                               | —       | —       | Cover                                                     |  |
| "Take Good Care of My Baby"                                            |             |                                                                    | Goffin / King                                                                                   | Harrison                             | —       | —       | Cover                                                     |  |
| "Taxman"                                                               | 1966        | Revolver                                                           | Harrison                                                                                        | Harrison                             | —       | —       |                                                           |  |
| "Teddy Boy"                                                            | 1969        | Anthology 3                                                        | McCartney                                                                                       | McCartney                            | —       | —       |                                                           |  |
| "Tell Me What You See"                                                 | 1965        | Help! /Beatles VI                                                  | McCartney                                                                                       | McCartney                            | —       | —       |                                                           |  |
| "Tell Me Why"                                                          | 1964        | A Hard Day's Night                                                 | Lennon                                                                                          | Lennon                               | —       | —       |                                                           |  |
| "Thank You Girl"                                                       | 1963        | Past Masters, Volume One, The Beatles' Second Album                | Lennon e McCartney                                                                              | Lennon e McCartney                   | —       | —       |                                                           |  |
| "That Means a Lot"                                                     | 1965        | Anthology 2                                                        | Lennon e McCartney                                                                              | McCartney                            | —       | —       | Autoria desconhecida; gravado por P. J. Proby             |  |
| "That'll Be the Day"                                                   |             | Anthology 1                                                        | Allison/Holly/Petty                                                                             | Lennon                               | —       | —       | Cover                                                     |  |
| "That's All Right (Mama)"                                              |             | Live at the BBC                                                    |                                                                                                 | McCartney                            | —       | —       |                                                           |  |
| "The Ballad of John and Yoko"                                          | 1969        | Past Masters, Volume Two, The Beatles 1, Hey Jude                  | Lennon, com McCartney                                                                           | Lennon                               | 1       | 8       |                                                           |  |
| "The Continuing Story of Bungalow Bill"                                | 1968        | The Beatles                                                        | Lennon                                                                                          | Lennon                               | —       | —       |                                                           |  |
| "The End"                                                              | 1969        | Abbey Road                                                         | McCartney                                                                                       | McCartney                            | —       | —       |                                                           |  |
| "The Fool on the Hill"                                                 | 1967        | Magical Mystery Tour                                               | McCartney                                                                                       | McCartney                            | —       | —       |                                                           |  |
| "The Hippy Hippy Shake"                                                |             | Live at the BBC                                                    |                                                                                                 | McCartney                            | —       | —       |                                                           |  |
| "The Honeymoon Song"                                                   |             | Live at the BBC                                                    |                                                                                                 | McCartney                            | —       | —       |                                                           |  |
| "The Inner Light"                                                      | 1968        | Past Masters, Volume Two                                           | Harrison                                                                                        | Harrison                             | —       | —       | Lado B                                                    |  |
| "The Long and Winding Road"                                            | 1969        | Let It Be                                                          | McCartney                                                                                       | McCartney                            |         | 1       |                                                           |  |
| "The Night Before"                                                     | 1965        | Help!                                                              | McCartney                                                                                       | McCartney                            | —       | —       |                                                           |  |
| "The Sheik of Araby"                                                   | 1962        | Anthology 1                                                        | Smith/Wheeler-Snyder                                                                            | Harrison                             | —       | —       | Cover                                                     |  |
| "The Word"                                                             | 1965        | Rubber Soul                                                        | Lennon                                                                                          | Lennon, McCartney e Harrison         | —       | —       |                                                           |  |
| "There's A Place"                                                      | 1963        | Please Please Me                                                   | Lennon                                                                                          | Lennon e McCartney                   | —       | —       |                                                           |  |
| "Things We Said Today"                                                 | 1964        | A Hard Day's Night /Something New                                  | McCartney                                                                                       | McCartney                            | —       | —       |                                                           |  |
| "Think For Yourself"                                                   | 1965        | Rubber Soul                                                        | Harrison                                                                                        | Harrison                             | —       | —       |                                                           |  |
| "This Boy"                                                             | 1963        | Past Masters, Volume One, Meet the Beatles!                        | Lennon, com McCartney                                                                           | Lennon, McCartney e Harrison         | —       | —       |                                                           |  |
| "Three Cool Cats"                                                      | 1962        | Anthology 1                                                        | Leiber / Stoller                                                                                | Harrison                             | —       | —       | Cover                                                     |  |
| "Ticket to Ride"                                                       | 1965        | Help!                                                              | Lennon e McCartney                                                                              | Lennon                               | 1       | 1       |                                                           |  |
| "Till There Was You"                                                   | 1963        | With the Beatles /Meet the Beatles!                                | Willson                                                                                         | McCartney                            | —       | —       | Cover                                                     |  |
| "To Know Her is to Love Her"                                           |             | Live at the BBC                                                    |                                                                                                 | Lennon                               | —       | —       |                                                           |  |
| "Tomorrow Never Knows"                                                 | 1966        | Revolver                                                           | Lennon                                                                                          | Lennon                               | —       | —       |                                                           |  |
| "Too Much Monkey Business"                                             |             | Live at the BBC                                                    |                                                                                                 | Lennon                               | —       | —       |                                                           |  |
| "Twist and Shout"                                                      | 1963        | Please Please Me                                                   | Medley / Russell                                                                                | Lennon                               | 1       | 2       | Cover                                                     |  |
| "Two of Us"                                                            | 1969        | Let It Be                                                          | McCartney                                                                                       | Lennon e McCartney                   | —       | —       |                                                           |  |
| "Wait"                                                                 | 1965        | Rubber Soul                                                        | Lennon e McCartney                                                                              | Lennon e McCartney                   | —       | —       |                                                           |  |
| "We Can Work It Out"                                                   | 1965        | Past Masters, Volume Two, The Beatles 1, Yesterday and Today       | McCartney, com Lennon                                                                           | McCartney, com Lennon                | 1       | 1       |                                                           |  |
| "What Goes On"                                                         | 1965        | Rubber Soul /Yesterday and Today                                   | Lennon, com McCartney e Starkey                                                                 | Starr                                |         | 81      |                                                           |  |
| "What You're Doing"                                                    | 1964        | Beatles for Sale /Beatles VI                                       | McCartney                                                                                       | McCartney                            | —       | —       |                                                           |  |
| "What's The New Mary Jane"                                             | 1968        | Anthology 3                                                        | Lennon                                                                                          | Lennon                               | —       | —       |                                                           |  |
| "When I Get Home"                                                      | 1964        | A Hard Day's Night / Something New                                 | Lennon                                                                                          | Lennon                               | —       | —       |                                                           |  |
| "When I'm Sixty-Four"                                                  | 1967        | Sgt. Pepper's Lonely Hearts Club Band                              | McCartney                                                                                       | McCartney                            | —       | —       |                                                           |  |
| "While My Guitar Gently Weeps"                                         | 1968        | The Beatles                                                        | Harrison                                                                                        | Harrison                             | —       | —       |                                                           |  |
| "Why Don't We Do It in the Road?"                                      | 1968        | The Beatles                                                        | McCartney                                                                                       | McCartney                            | —       | —       |                                                           |  |
| "Wild Honey Pie"                                                       | 1968        | The Beatles                                                        | McCartney                                                                                       | McCartney                            | —       | —       |                                                           |  |
| "With a Little Help from My Friends"                                   | 1967        | Sgt. Pepper's Lonely Hearts Club Band                              | McCartney, com Lennon                                                                           | Starr                                | 63      |         |                                                           |  |
| "Within You Without You"                                               | 1967        | Sgt. Pepper's Lonely Hearts Club Band                              | Harrison                                                                                        | Harrison                             | —       | —       |                                                           |  |
| "Words of Love"                                                        | 1964        | Beatles for Sale /Beatles VI                                       | Holly                                                                                           | Lennon e McCartney                   | —       | —       | Cover                                                     |  |
| "Yellow Submarine"                                                     | 1966        | Revolver                                                           | McCartney                                                                                       | Starr                                | 1       | 2       |                                                           |  |
| "Yer Blues"                                                            | 1968        | The Beatles                                                        | Lennon                                                                                          | Lennon                               | —       | —       |                                                           |  |
| "Yes It Is"                                                            | 1965        | Past Masters, Volume One, Beatles VI                               | Lennon                                                                                          | Harrison, Lennon e McCartney         | 1       | 1       | Lado B                                                    |  |
| "Yesterday"                                                            | 1965        | Help! /Yesterday and Today                                         | McCartney                                                                                       | McCartney                            | 8       | 1       |                                                           |  |
| "You Can't Do That"                                                    | 1964        | A Hard Day's Night /The Beatles' Second Album                      | Lennon, com McCartney                                                                           | Lennon                               | 1       | 1       | B-side                                                    |  |
| "You Know My Name (Look Up the Number)"                                | 1969        | Past Masters, Volume Two                                           | Lennon                                                                                          | Lennon e McCartney                   | 2       | 1       | Lado B                                                    |  |
| "You Know What to Do"                                                  | 1964        | Anthology 1                                                        | Harrison                                                                                        | Harrison                             | —       | —       |                                                           |  |
| "You Like Me Too Much"                                                 | 1965        | Help! /Beatles VI                                                  | Harrison                                                                                        | Harrison                             | —       | —       |                                                           |  |
| "You Never Give Me Your Money"                                         | 1969        | Abbey Road                                                         | McCartney                                                                                       | McCartney                            | —       | —       |                                                           |  |
| "You've Really Got a Hold on Me"                                       | 1963        | With the Beatles /The Beatles' Second Album                        | Robinson                                                                                        | Lennon e Harrison                    | —       | —       | Cover                                                     |  |
| "You Won't See Me"                                                     | 1965        | Rubber Soul                                                        | McCartney                                                                                       | McCartney                            | —       | —       |                                                           |  |
| "You'll Be Mine"                                                       | 1960        | Anthology 1                                                        | Lennon e McCartney                                                                              | McCartney                            | —       | —       |                                                           |  |
| "Young Blood"                                                          | 1963        | Live at the BBC                                                    | Leiber / Stoller                                                                                | Harrison                             | —       | —       | Cover                                                     |  |
| "Your Mother Should Know"                                              | 1967        | Magical Mystery Tour                                               | McCartney                                                                                       | McCartney                            | —       | —       |                                                           |  |
| "You're Going to Lose That Girl"                                       | 1965        | Help!                                                              | Lennon                                                                                          | Lennon                               | —       | —       |                                                           |  |
| "You've Got to Hide Your Love Away"                                    | 1965        | Help!                                                              | Lennon                                                                                          | Lennon                               | —       | —       |                                                           |  |